# سونيا كريستينا
سونيا كريستينا (بالإنجليزية: Sonja Kristina)‏ هي مغنية بريطانية، ولدت في 14 أبريل 1949 في برنتوود ‏ في المملكة المتحدة.

## وصلات خارجية
- الموقع الرسمي
- سونيا كريستينا على موقع ميوزك برينز (الإنجليزية)
- سونيا كريستينا على موقع أول ميوزيك (الإنجليزية)
- سونيا كريستينا على موقع ديسكوغز (الإنجليزية)